# Bombardements de Gorki
 (décembre 2017).
Si vous disposez d'ouvrages ou d'articles de référence ou si vous connaissez des sites web de qualité traitant du thème abordé ici, merci de compléter l'article en donnant les références utiles à sa vérifiabilité et en les liant à la section « Notes et références ».
Bombardements stratégiques durant la Seconde Guerre mondiale
Batailles
Phase 1
- Brest-Litovsk
- Białystok–Minsk
- Pays baltes
- Raseiniai
- Brody
- Bessarabie et Bucovine du Nord
- Moguilev

Phase 2
- Smolensk
  - Roslavl-Novozybkov (en)
- Avance sur Léningrad

Phase 3
- Ouman
- Odessa
- 1re Kiev
- Tallinn
- Petrikovka (en)
- Ielnia
- Léningrad
- Mer d'Azov (en)

Phase 4
- 1re Kharkov
- Beowulf
- Donbass-Rostov (en)
- Briansk (en)
- 1re Crimée
  - Sébastopol
- Tikhvine
- 1re Rostov
- Gorki
- Moscou

Les bombardements de Gorki (Nijni Novgorod depuis 1990) par la Luftwaffe se sont déroulés de 1941 à 1943 sur le Front de l'Est de la Seconde Guerre mondiale. Le but principal de ces attaques était de détruire le centre industriel de la ville.
L'usine d'automobiles de Gorki a subi les plus grands dégâts. Pendant la guerre, les bombardiers allemands ont effectué 43 raids, dont 26 la nuit. 33 934 bombes incendiaires et 1 631 bombes en béton ont été larguées sur la ville. Les bombardements de Gorki ont été les coups les plus destructeurs portés par la Luftwaffe à l'arrière de l'Union soviétique pendant la Seconde Guerre mondiale.

## Contexte
La destruction de l'industrie de Gorki faisait partie des plans opération Barbarossa initiaux. C'était un centre majeur de fabrication et d’approvisionnement en armes pour l'Armée rouge. L'Allemagne avait prévu de capturer et d'occuper la ville dans la deuxième moitié de septembre 1941. Cette ville était le centre administratif de la région de la Volga et dans ce dernier se concentrait le plus grand nombre d'usines d'importance pour l'industrie de la défense, ainsi que les autorités régionales. L'occupation de Gorki signifiait pour l'Allemagne un contrôle total sur la région de la Volga. Les Allemands prévoyaient de détruire les entreprises de défense de la ville - l'usine automobile de Gorki, Sokol, Krasnoïé Sormovo et le Dvigatel’ Revolioutsii.